# .la
.la es el dominio de nivel superior geográfico (ccTLD) para Laos.